# Burgess Hill Town FC
Burgess Hill Town FC (celým názvem: Burgess Hill Town Football Club) je anglický fotbalový klub, který sídlí ve městě Burgess Hill v nemetropolitním hrabství West Sussex. Založen byl v roce 1882 pod názvem Burgess Hill FC. Od sezóny 2015/16 hraje v Isthmian League Premier Division (7. nejvyšší soutěž). Klubové barvy jsou zelená, bílá a černá.
Své domácí zápasy odehrává na stadionu Leylands Park s kapacitou 2 500 diváků.

## Historické názvy
Zdroj: 
- 1882 – Burgess Hill FC (Burgess Hill Football Club)
- 1969 – Burgess Hill Town FC (Burgess Hill Town Football Club)

## Získané trofeje
- Sussex Senior Cup ( 3× )
  - 1883/84, 1884/85, 1885/86

## Úspěchy v domácích pohárech
Zdroj: 
- FA Cup
  - 4. předkolo: 1999/00, 2008/09, 2014/15, 2016/17, 2017/18
- FA Trophy
  - 2. kolo: 2003/04, 2004/05, 2014/15
- FA Vase
  - Čtvrtfinále: 2001/02

## Umístění v jednotlivých sezonách
Stručný přehled
Zdroj: 
- 1958–1971: Sussex County League (Division Two)
- 1971–1973: Sussex County League (Division One)
- 1973–1975: Sussex County League (Division Two)
- 1975–2003: Sussex County League (Division One)
- 2003–2004: Southern Football League (Southern Division)
- 2004–2006: Isthmian League (Division One)
- 2006–2015: Isthmian League (Division One South)
- 2015–2024: Isthmian League (Premier Division)

Jednotlivé ročníky
Zdroj: 
Legenda: Z - zápasy, V - výhry, R - remízy, P - porážky, VG - vstřelené góly, OG - obdržené góly, +/- - rozdíl skóre, B - body, červené podbarvení - sestup, zelené podbarvení - postup, fialové podbarvení - reorganizace, změna skupiny či soutěže
| Sezóny  | Liga                                 | Úroveň | Z  | V  | R  | P  | VG  | OG  | +/- | B   | Pozice |
| ------- | ------------------------------------ | ------ | -- | -- | -- | -- | --- | --- | --- | --- | ------ |
| 2009/10 | Isthmian League (Division One South) | 8      | 42 | 19 | 10 | 13 | 64  | 50  | +14 | 67  | 7.     |
| 2010/11 | Isthmian League (Division One South) | 8      | 42 | 16 | 14 | 12 | 69  | 60  | +9  | 62  | 7.     |
| 2011/12 | Isthmian League (Division One South) | 8      | 40 | 9  | 6  | 25 | 39  | 90  | -51 | 30  | 20.    |
| 2012/13 | Isthmian League (Division One South) | 8      | 42 | 16 | 15 | 11 | 54  | 46  | +8  | 63  | 8.     |
| 2013/14 | Isthmian League (Division One South) | 8      | 46 | 22 | 11 | 13 | 88  | 67  | +21 | 77  | 6.     |
| 2014/15 | Isthmian League (Division One South) | 8      | 46 | 33 | 10 | 3  | 105 | 39  | +66 | 109 | 1.     |
| 2015/16 | Isthmian League (Premier Division)   | 7      | 46 | 12 | 14 | 20 | 57  | 73  | -16 | 50  | 21.    |
| 2016/17 | Isthmian League (Premier Division)   | 7      | 46 | 14 | 12 | 20 | 59  | 80  | -21 | 54  | 19.    |
| 2017/18 | Isthmian League (Premier Division)   | 7      | 46 | 9  | 9  | 28 | 64  | 102 | -38 | 36  | 23.    |
| 2018/19 | Isthmian League (Premier Division)   | 7      | 42 | 9  | 10 | 23 | 44  | 91  | -47 | 37  | 21.    |